# Лагор
Ла̀гор или Ла̀гур (на гръцки: Λάγουρα, Лагура) е бивше село в Егейска Македония, Гърция, на територията на дем Хрупища, област Западна Македония.

## География
Руините на селото се намират на 5 километра югоизточно от демовия център Хрупища (Аргос Орестико), на левия бряг на река Бистрица.

## История

### В Османската империя
В 1769 година албански банди разрушават седем села в областта – Грамоща, Линотопи, Въртеник, Пискохори, Лагор, Омотско и Загар. Селото е възстановено в края на XVIII – началото на XIX век от власи от разрушения Москополе.
Църквата „Успение Богородично“ е построена в 1860 година върху развалините на по-стар храм. Според статистиката на Васил Кънчов („Македония. Етнография и статистика“) в 1900 Лагор има 60 жители гърци.
На Етнографската карта на Битолския вилает на Картографския институт в София от 1901 година Лагор е чисто българско село в Костурската каза на Корчанския санджак с 15 къщи.
По данни на секретаря на Българската екзархия Димитър Мишев („La Macédoine et sa Population Chrétienne“) в 1905 година в Лагор има 75 власи.
Според Георги Константинов Бистрицки Лагор преди Балканската война има 12 гръцки къщи.
На етническата карта на Костурското братство в София от 1940 година, към 1912 година Лагуръ е обозначено като гръцко селище.

### В Гърция
През войната селото е окупирано от гръцки части и остава в Гърция след Междусъюзническата война. Поради недобрите условия на живот, селото постепенно е напуснато от жителите си, които се установяват във Витан.
| Година    | 1913 | 1920 | 1928 | 1940 | 1951 | 1961 | 1971 | 1981 | 1991 | 2001 | 2011 | 2021 |
| --------- | ---- | ---- | ---- | ---- | ---- | ---- | ---- | ---- | ---- | ---- | ---- | ---- |
| Население | 29   | 16   | 17   |      |      |      |      |      |      |      |      |      |